# Nancova
Nancova é uma cidade e município da província do Cubango, em Angola.
Tem 10 310 km² e cerca de 21 mil habitantes. É limitado a norte pelo município de Longa, a leste pelos municípios de Cuito Cuanavale, Mavinga e Luengue, a sul pelos municípios de Mavengue e Cuangar, e a oeste pelos municípios de Cuangar, Savate e Caiundo.
O município é constituído pela comuna-sede, equivalente à cidade de Nancova, e ainda pela comuna de Rito.